# 霍爾姆-日爾科夫斯基
霍尔姆-日尔科夫斯基（羅馬化：Kholm-Zhirkovskiy）是俄罗斯斯摩棱斯克州的市级镇，为该州霍尔姆-日尔科夫斯基区行政中心及规模最大聚居地。地处斯摩棱斯克北部，位于第聂伯河流域弗努科夫卡河（Внуковка）河畔，在州府斯摩棱斯克东北方。
1708年首见于文献，名称来自当地地主的姓氏日尔科夫。该地2022年人口有3,042人；2010年人口3,491；2002年人口3,826；1989年人口3,666。